# Valroufié
Valroufié era un comune francese di 435 abitanti situato nel dipartimento del Lot nella regione dell'Occitania. Il 1º gennaio 2017 si è unito ai comuni di Cours e Laroque-des-Arcs per formare il nuovo comune di Bellefont-La Rauze di cui è divenuto comune delegato.

## Società

### Evoluzione demografica
Abitanti censiti